# Лесной царь (баллада)
«Лесно́й царь», «Коро́ль Э́льфов», «Коро́ль Ольши́» или «Коро́ль Ольхи́» (нем. Der Erlkönig) — баллада Иоганна Вольфганга фон Гёте, написанная в 1782 году, в которой описывается смерть ребёнка в присутствии некоего сверхъестественного существа — «лесного царя», при этом остается неизвестным, убило мальчика лесное божество или же ребёнок умер по причине болезни. Баллада несколько раз переводилась на русский язык. Наиболее известны русские переводы Василия Жуковского и Афанасия Фета.

## Сюжет
В центре сюжета баллады диалог отца с сыном, скачущих на коне через лес в непогоду вечерней порой. Сыну кажется, что его манит к себе лесной царь; отец объясняет ребёнку, что это всё ему мерещится. В конце сын кричит, что лесной царь нагнал его. Когда они наконец приезжают домой, отец обнаруживает, что ребёнок мёртв.

## Предыстория
Мотив произведения был заимствован из датской легенды «elverkonge», переведенной на немецкий язык Иоганном Готфридом Гердером; в его версии фигура злого духа называется Ольховым Королём, Королём Ольх, или же Король эльфов. В немецком языке слова «ольха» (нем. die Erle) и «эльф» (нем. die Elfe) похожи в написании, в связи с чем и могла возникнуть ошибка.

## «Лесной царь» в поздней культуре
Многие выражения из «Лесного царя» навсегда вошли в немецкую культуру. Легенда много раз была переиздана и спародирована.

### Музыка
Баллада вдохновила многих музыкантов. Наиболее известна композиция Франца Шуберта 1815 года. Популярна также версия Карла Лёве. Есть связанная с текстом Гёте песня («Dalai Lama») у немецкой группы «Rammstein», по сюжету которой отец летит с сыном в самолёте; во время полёта сын слышит призывы Властелина Неба. Более того, группа «Woodscream» выпустила трек под названием «Лесной Царь», который в точности пересказывает текст баллады. В той же самой форме существует песня «The Erlking» у московской метал-группы «Manfrea».

### Кино
- Фильм Юрия Конопкина «Сиреневые сумерки» (2000).
- Сериал «Антология русского хоррора: Красный состав» (2023)